# Porta San Marco (Sienne)
Pour les articles homonymes, voir Porta San Marco.
La Porta San Marco  est l'une des anciennes portes des remparts de la ville de Sienne qui enserrent le centre historique de la ville. La porte est située à la fin de la rue San Marco, où se trouvait autrefois, au début de la voie, l'oratoire San Marco.

## Histoire
Appelée aussi « porta delle Maremme  », elle été construite dans les mêmes années que la Porta Tufi.
Au XVIe siècle, Baldassarre Peruzzi a commandé les fortifications de la porte, démolies au XIXe siècle pour réaliser la place Bringucci.

## Sources
- Toscana. Guide de l'Italie (Guide rouge), Touring Club Italiano, Milano 2003.  (ISBN 88-365-2767-1)
- Scoprire Siena, portail web géré par l'association culturelle "Il Veliero delle Arti", http://www.scopriresiena.it/porta-san-marco/
- TuscanyPocket, guide de la Toscane. Porta San Marco http://www.tuscanypocket.com/fr/content/porta-san-marco-0